# Агафонов, Аркадий Фёдорович
Аркадий Фёдорович Агафонов (18 августа 1927 года, Ростов-на-Дону, Ростовская область — 18 сентября 1995 года, там же) — советский и российский писатель, журналист, кинодокументалист, публицист. Член Союза журналистов СССР, член Союза кинематографистов СССР, Заслуженный работник культуры Российской Федерации.

## Биография
Родился Аркадий Фёдорович 18 августа 1927 года в городе Ростове-на-Дону. Отец — Фёдор Сергеевич до начала Великой Отечественной войны работал в сфере общественного питания, в годы войны был на фронте, умер от пневмонии, мама — Мария Савельевна.
Аркадий Фёдорович Агафонов окончил Ростовский государственный университет (факультет романо-германской филологии). Затем в 1952—1962 годах работал в областной газете «Большевистская смена» («Наше время»), был журналистом, заведующим отделом, заместителем редактора.
Был недолго на партийной работе, затем в 1964—1988 годах работал в областном комитете по телевидению и радиовещанию, был заместителем председателя комитета по телевидению и радиовещанию в Ростовской области, был одним из организаторов ростовского телевидения «Донтелефильм». В 1989—1995 работал Первым секретарём Ростовского отделения Союза кинематографистов, был председателем областного Фонда культуры, областной организации Союза кинематографистов СССР. Аркадий Фёдорович является участником в создании общества русско-армянской дружбы «Нор-Нахичевань».
Скончался 18 сентября 1995 года.

## Творчество
Донской писатель Аркадий Фёдорович Агафонов написал несколько книг о юных героях Дона, которые погибли в годы Великой Отечественной войны: «Повесть о Вите Черевичкине» (1974) — пионер-герой Витя Черевичкин, убитый фашистами в ноябре 1941 года, о Саше Чебанове — «Боец ополчения» (1978), об Эдике Жмайлове — «Я вернусь с победой, мама» (1981), благодаря Агафонову улицы города Ростова-на-Дону носят имена этих ребят.
По его сценариям было создано более двадцати документальных и телевизионных фильмов, среди них: «Азов», «Вешенская земля», «Донские зурначи», в архивах «Дон-ТР» сохранилось два: «Ростов город, Ростов-Дон» и «Последняя вишня на заднем дворе», а также по пьесам Аркадия Фёдоровича в театрах Ростовской области шли спектакли: «Нахалёнок», «Летите, голуби!», «Матерь человеческая», «Когда придёт Белый месяц».